# Vrijhandelszone van Amerika

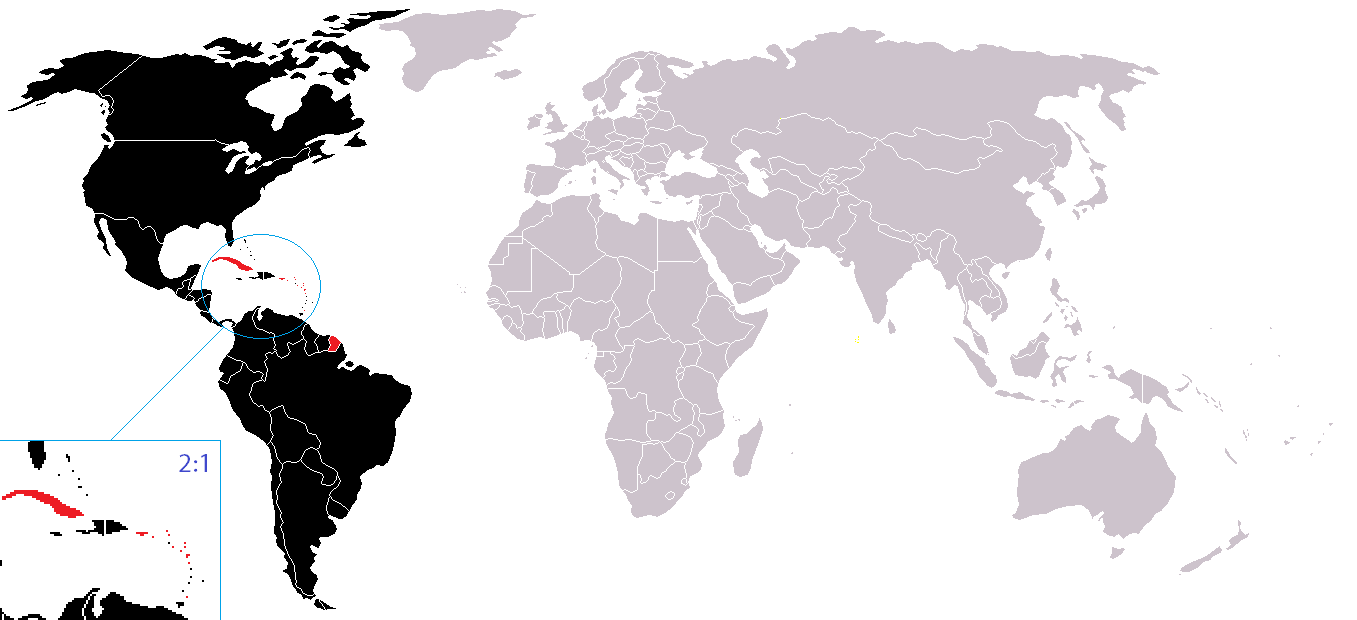
Onderhandelingspartners over ALCA in het zwart.

De Vrijhandelszone van Amerika (Engels: Free Trade Area of the Americas (FTAA), Frans: Zone de libre-échange des Amériques (ZLEA), Spaans: Área de Libre Comercio de las Américas (ALCA), Portugees: Área de Livre Comércio das Américas (ALCA)) is een voorgestelde vrijhandelszone die het gehele Amerikaanse continent (behalve Cuba) zou moeten bestrijken. De FTAA zou worden gemodelleerd naar de Noord-Amerikaanse Vrijhandelsovereenkomst (NAFTA) zoals die al tussen Canada, Mexico en de Verenigde Staten bestaat.
De eerste gesprekken begonnen op 11 december 1994 in Miami, maar de FTAA werd pas echt bekend nadat er op een top in Quebec in 2001 grootschalige protesten van anders-globalisten plaatsvonden. Het was de bedoeling dat er in 2005 een overeenkomst bereikt zou worden.
In november 2005 vond in Mar del Plata, Argentinië, een top plaats waarin een akkoord over de FTAA bereikt zou moeten worden. Voorafgaande aan de top vond er een demonstratie plaats waar onder andere de Venezolaanse president Hugo Chávez, voetballer Diego Maradona en de Boliviaanse indianenleider en presidentskandidaat Evo Morales aan deelnamen. Chávez gaf te kennen een volledige vrijhandelszone niet te accepteren, en ook een aantal andere Latijns-Amerikaanse presidenten, waaronder Luiz Inácio Lula da Silva (Brazilië) en Néstor Kirchner (Argentinië) voelden weinig voor de FTAA, tenzij de Amerikaanse president George W. Bush wilde beloven een einde te maken aan de landbouwsubsidies. Er kon geen akkoord bereikt worden, en de top mislukte.
De meeste leiders gaven na het mislukken van de top te kennen volgend jaar gesprekken te willen hervatten, waar Chávez en de zijnen niet zoveel voor voelde. Chávez gaf te kennen te werken aan een links, Bolivaristisch alternatief voor de FTAA, waar ook Cuba lid van zou kunnen worden.
Na het mislukken van de top in 2005 vond er onder verschillende Amerikaanse presidenten enig moddergooien plaats. Zo beschuldigde de Mexicaanse president Vicente Fox Kirchner ervan het overleg te hebben laten mislukken om zijn populariteit bij de Argentijnen te verhogen, terwijl Hugo Chávez Fox er dan weer van beschuldigde een schoothondje van de Verenigde Staten te zijn.